# Sistem start-stop
La automobile, sistemul start-stop sau sistemul stop-start oprește și repornește automat motorul cu ardere internă pentru a reduce durata de funcționare la ralanti, în vederea reducerii consumului de combustibil și a emisiilor la eșapament. Sistemul este avantajos pentru vehiculele care se opresc des în trafic la stop sau în cazul  ambuteiajelor (en). Acest sistem este uzual la vehiculele electrice hibride, dar poate apărea și la vehicule parțial hibride sau la cele care nu sunt hibride.

## Probleme și soluții
În cazul autovehiculelor echipate cu transmisie manuală, sistemul stop-start ar presupune următoarele manevre: oprirea vehiculului, debreiere, aducerea manetei schimbătorului de viteze în punctul mort, eliberarea pedalei de ambreiaj și oprirea motorului. La repornire, manevrele at fi: debreiere, pornirea motorului, selectarea vitezei, accelerarea motorului și ambreiere. La sistemul start-stop oprirea motorului se face automat când acesta ajunge la ralanti, iar repornirea la apăsarea pedalei de ambreiaj, sau la comanda calculatorului de bord dacă apare nevoia de putere.
la automobilele convenționale compresorul (dacă există) și pompa de apă sunt antrenate de motor printr-o curea. Dacă acestea trebuie să continue să funcționeze când motorul este oprit, trebuie prevăzut un alt sistem de antrenare, de obicei electric.
Repornirea frecventă pe cale electrică necesită un demaror robust, astfel că Mazda a elaborat un sistem prin care motorul este repornit prin aprinderea amestecului carburant dintr-un cilindru aflat în faza potrivită, ceea ce necesită senzori de poziție a arborelui cu came. Sistemul ușurează mult pornirea motorului de către demaror, timpul de demaraj fiind de ordinul a 0,35 secunde.
Administrația Națională pentru Siguranța Traficului pe Autostradă din SUA (engleză The National Highway Traffic Safety Administration – NHTSA) a semnalat în 2001 tendința pornirii smucite la repornirea automată prin sistemul start-stop, dar acest efect nu se manifestă la autovehiculele hibride, deoarece sistemul de propulsie electric asigură tracțiune din primul moment.
S-a afirmat că oprirea frecventă a motorului cu ardere internă poate genera probleme de ungere în lagăre, astfel că acestea trebuie proiectate pentru un număr de 250–300 000 de porniri, în loc de 100 000, ca la automobilele convenționale. Însă în timpul opririlor scurte motorul se menține cald, iar uleiul nu se scurge complet din lagăre, astfel încât problema nu este gravă.
Sistemele start-stop depind puternic de acumulatori, care, datorită suprasolicitării, își pot scurta durata de viață. Deși există soluții, ca utilizarea supercondensatorilor sau a acumulatorilor performanți, de exemplu de tipul Li-ion, se folosesc în continuare cei tradiționali, cu plumb.

## Realizări
În 1964 Toyota a început testarea unui asemenea sistem, materializate la mijolcul anilor 1970 pe modelul Toyota Crown sedan, la care un echipament electronic oprea motorul după funcționarea la ralanti timp de 1,5 secunde. Testele au indicat o economie de combustibil de 10 % în traficul din Tokyo. care au dus ulterior la realizarea mai multor modele parțial hibride.
Tot în Japonia, Honda a realizat, începând din 1999 modele echipate cu sistem start-stop, de exemplu Honda Insight iar recent la Honda Civic Hybrid și scutere, ca modelul PCX 125cc.
În Coreea de Sud Kia Motors a aplicat sistemul start-stop la modelele Kia Rio și Rio5 (2011).
În Europa, la modelul MINI BMW a combinat un demaror mai robust cu un sistem de recuperare electrică a energiei la frânare, realizând o construcție premergătoare autovehiculelor electrice hibride. La modelele Citroën C2 și C3 Citroën a introdus o cutie de viteze automată și demaror-generator integrat (engleză integrated starter-generator – ISG), comandate electronic.
Volvo a introdus tehnologia start-stop la modelele sale în 2009, iar Opel și Renault în 2010.
Volkswagen a realizat modele echipate cu acest sistem ca: Volkswagen Polo "Formel E", Volkswagen Golf Ecomatic, Volkswagen Lupo "3L", iar Audi modelul Audi A2 "3L".
În Italia, modele echipate cu sistemul start-stop au fost Fiat 500, (2007), Fiat Regata "ES", Alfa Romeo Mito (2009).
În SUA, începând din 2012 Ford a introdus acest sistem la unele modele ale sale, iar General Motors la modelele Chevrolet Malibu și Chevrolet Impala.
În Iran, Iran Khodro a introdus sistemul start-stop în 2010 la modelele Samand.
În India, Mahindra în colaborare cu Bosch a introdus în 2000 sistemul Micro Hybrid. Tata Motors a realizat modelul Tata Ace.